# Antoni Llorens i Olivé
Antoni Llorens i Olivé (Cambrils, Baix Camp, 7 de maig de 1940 – Reus, 19 de març de 2017) fou un distribuïdor i productor de cinema català.
President de l'Associació de Distribuïdors Cinematogràfics de Catalunya i propietari de la productora Lauren Films, destacà per difondre el cinema català i el cinema doblat al català. Al llarg de la seva carrera produí més de 15 pel·lícules; en destaca Mujeres al borde de un ataque de nervios, de Pedro Almodóvar, film que va guanyar el Premi Goya a la millor pel·lícula l'any 1988 i que va ser nominat a l'Oscar a la millor pel·lícula de parla no anglesa.
L'any 1997 fou guardonat amb el Premi Nacional de Cinema «per la seva tasca continuada en la promoció de la indústria del cinema, la creació d'una xarxa de cinemes a Catalunya i la difusió del cinema català i del cinema doblat en català».
En l'àmbit local impulsà el canal privat de televisió CAT 4 TV, que emetia a les demarcacions de Tarragona (Tarragonès, Alt Camp i Conca de Barberà) i Vilanova (Alt Penedès, Baix Penedès i Garraf).